# Hope Holiday
Pour les articles homonymes, voir Holiday.
Hope Holiday, née le 30 novembre 1938 à Brooklyn est une actrice américaine.

## Biographie
Hope Holiday est née à Brooklyn, son nom de naissance est Hope Jane Zee, ses parents sont russes juifs. Son père a changé son nom de Allen Zaslawsky à Allen Zee. Elle débute à Broadway à 1956.
En 1967, elle se marie avec Frank Marth qui décède en 2014.

## Filmographie
- 1960 : The Apartment
- 1961 : Le Tombeur de ces dames
- 1963 : Irma la Douce de Billy Wilder
- 1965 : The Rounders (Le Mors aux dents)
- 1981 : Texas Lightning
- 1982 : Raw Force
- 1984 : Killpoint